# Матич, Предраг
Предраг Фред Матич (хорв. Predrag Fred Matić, 2 июня 1962, Славонска-Пожега — 23 августа 2024, Загреб) — хорватский левоцентристский политик, член Социал-демократической партии, был депутатом Европейского парламента с 2019 года до своей смерти. Ранее, с 2011 по 2016 год, он занимал пост министра по делам ветеранов в правительстве Зорана Милановича.

## Ранние годы
Матич родился 2 июня 1962 года в Пожеге, Хорватия. Он учился в Университете в Осиеке, который окончил со степенью бакалавра в области педагогики.

## Военная карьера
Летом 1991 года Матич служил в хорватских вооружённых силах и был одним из защитников улицы Трпиньска в Вуковаре во время битвы за Вуковар. 
Он был схвачен в ноябре 1991 года и на протяжении девяти месяцев подвергался почти ежедневным пыткам в сербских концентрационных лагерях. Летом 1992 года он был освобождён, за проявленную храбрость и героизм награждён многочисленными медалями и боевыми наградами, а затем демобилизован в звании бригадного генерала хорватской армии. 

## Политическая карьера

### Карьера в Хорватии
После войны Матич работал в Кабинете начальника Генерального штаба Вооружённых сил Республики Хорватия и с 1994 по 1998 год занимал должность начальника и пресс-секретаря по общим вопросам в его канцелярии. С 1998 по 2000 год он был главой Министерства ветеранов Хорватии, а с 2004 по 2005 год был советником заместителя премьер-министра Ядранки Косор. 
С 2008 по 2009 год Матич был депутатом хорватского парламента и до 2010 года был членом правления организации «Хорватская прозрачность». С 2010 по 2011 год он занимал должность специального советника президента Хорватии Иво Йосиповича. После этого он занял пост министра по делам ветеранов, на котором оставался до 2016 года, и в том же году стал членом Генерального совета СДП.
28 декабря 2015 года Матич был избран депутатом парламента и представлял Социал-демократическую партию Хорватии, будучи избранным от 5-го избирательного округа. В тот же день его кандидатура была отстранена, и вместо него была избрана Биляна Гача. Он снова баллотировался, на этот раз во время кампании 2016 года, и продержался на посту до 14 октября, но в январе того же года его кандидатура была снята. После этого он был членом Комитета по обороне, Комитета по гендерному равенству и Совета национальной безопасности.
Помимо работы в комитетах, Матич занимал должность заместителя члена хорватской делегации в Парламентской ассамблее Процесса сотрудничества в Юго-Восточной Европе, а также был членом Комитета межпарламентского сотрудничества. 
14 октября 2016 года Матич был вновь избран депутатом парламента, используя в качестве своего личного имени «Предраг». 1 марта 2019 года после переизбрания он сменил имя на «Предраг Фред» Матич. В эти годы, с ноября 2016 года, он был главой делегации в Парламентской ассамблее Процесса сотрудничества в Юго-Восточной Европе и был членом Комитета межпарламентского сотрудничества. 

### Депутат Европейского парламента (2019–2024)
Матич был депутатом Европейского парламента с выборов 2019 года. В парламенте он работал в Комитете по рыболовству и в Комитете по культуре и образованию. Он был заместителем члена Комитета по правам женщин и гендерному равенству, где он занимал должность парламентского докладчика по вопросам сексуального и репродуктивного здоровья и прав в ЕС. 
Помимо работы в комитетах, Матич входил в состав парламентской делегации по связям с Аравийским полуостровом.
В сентябре 2022 года Матич стал лауреатом премии «Справедливость, верховенство закона и права человека» на ежегодной церемонии вручения премий евродепутатам от журнала The Parliament Magazine. 

## Политические взгляды
В 2018 году Матич прокомментировал заявление Александра Вучича о том, что Хорватия хочет страну без сербов, сравнив его с высказываниями Адольфа Гитлера о том, что он хотел бы видеть Германию без евреев. 

## Смерть
Матич умер 23 августа 2024 года в возрасте 62 лет.